# Otradnoje (stanice metra v Moskvě)
Otradnoje (rusky Отрадное) je jedna ze stanic moskevského metra na Serpuchovsko-Timirjazevské lince.

## Charakter stanice
Stanice je hloubená, mělce založená s ostrovním nástupištěm a jednolodní konstrukce. Klenba, která ji zastřešuje je monolitická železobetonová. Hloubka založení stanice činí 9 m pod povrchem. Má jen jeden výstup, který vede pevným schodištěm do podpovrchového vestibulu pod blízkou křižovatku. Obklad Otradnoje tvoří červený mramor a bílé panely; v klenbě celého jednolodního prostoru je pak zavěšeno několik panelů s vyobrazením povstání děkabristů v roce 1825. Osvětlení je umístěno ve dvou řadách ve výdutích ve stropní klenbě.
Stanice byla otevřena jako ta nejsevernější úseku Savjolovskaja – Otradnoje, 1. března roku 1991. Denně zde vystoupí a nastoupí kolem 75 tisíc lidí. Severním směrem za stanicí se nachází odstavné koleje, jižním pak kolejový přejezd a odbočky do depa Vladykino.